# ایستگاه راه‌آهن مرکزی کلن
ایستگاه راه‌آهن مرکزی کلن (انگلیسی: Köln Hauptbahnhof) یک ایستگاه راه‌آهن در شهر کلن، آلمان است.
این ایستگاه که در سال ۱۸۵۹ میلادی تأسیس شده به دویچه بان راه‌آهن سراسری آلمان، خط تالیس و اینترسیتی-اکسپرس متصل است. همچنین قطار شهری کلن و اس-بان راین-رور در ایستگاه مرکزی کلن ایستگاه دارند.

## نگارخانه

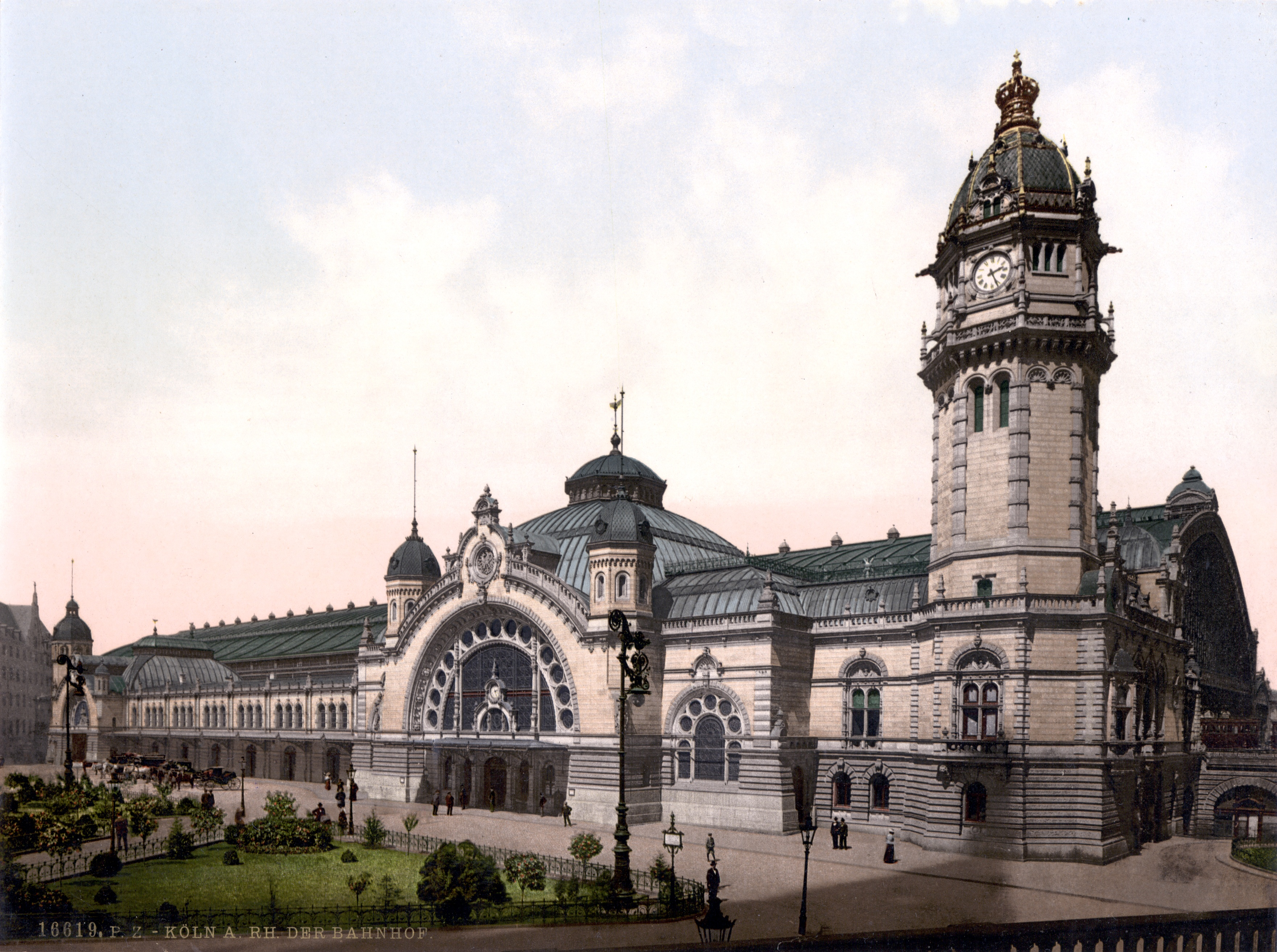
۱۹۰۰
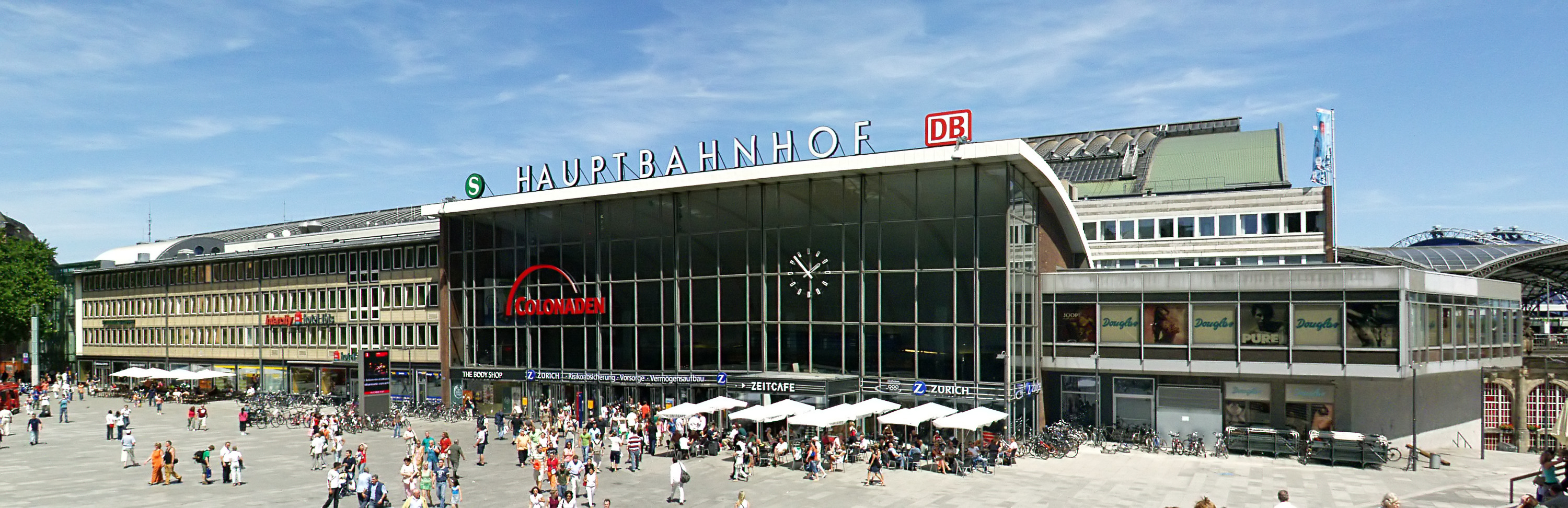
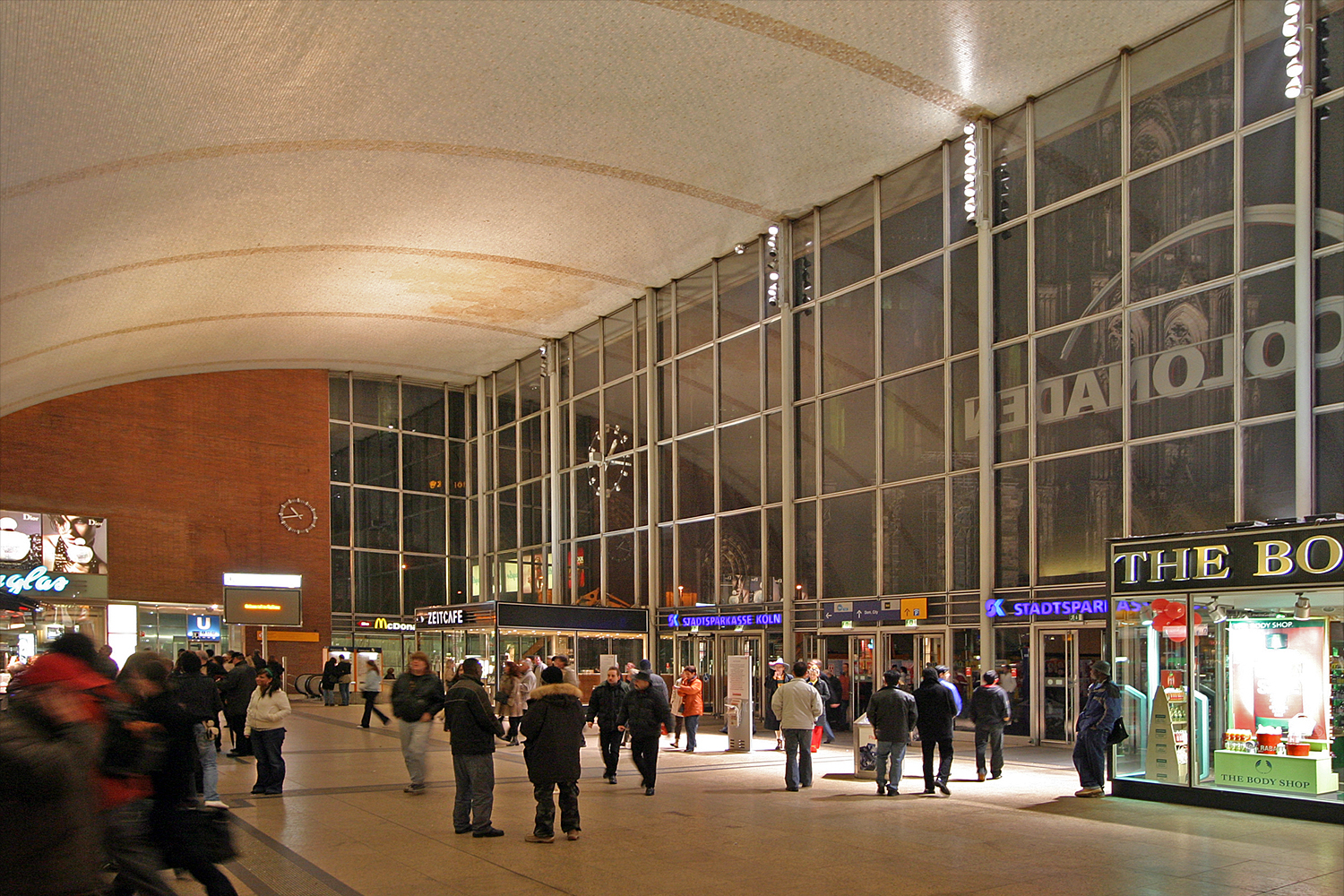
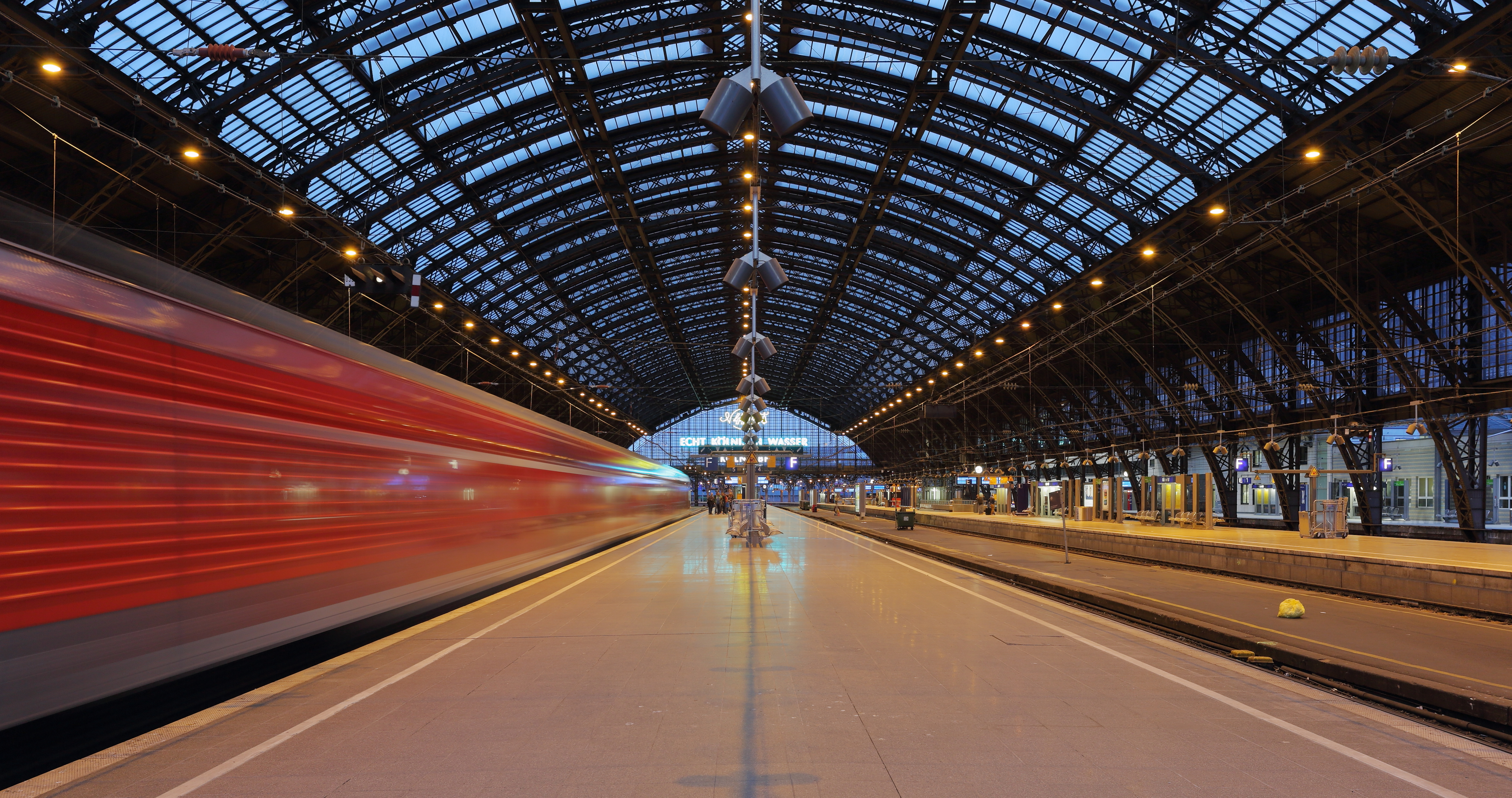
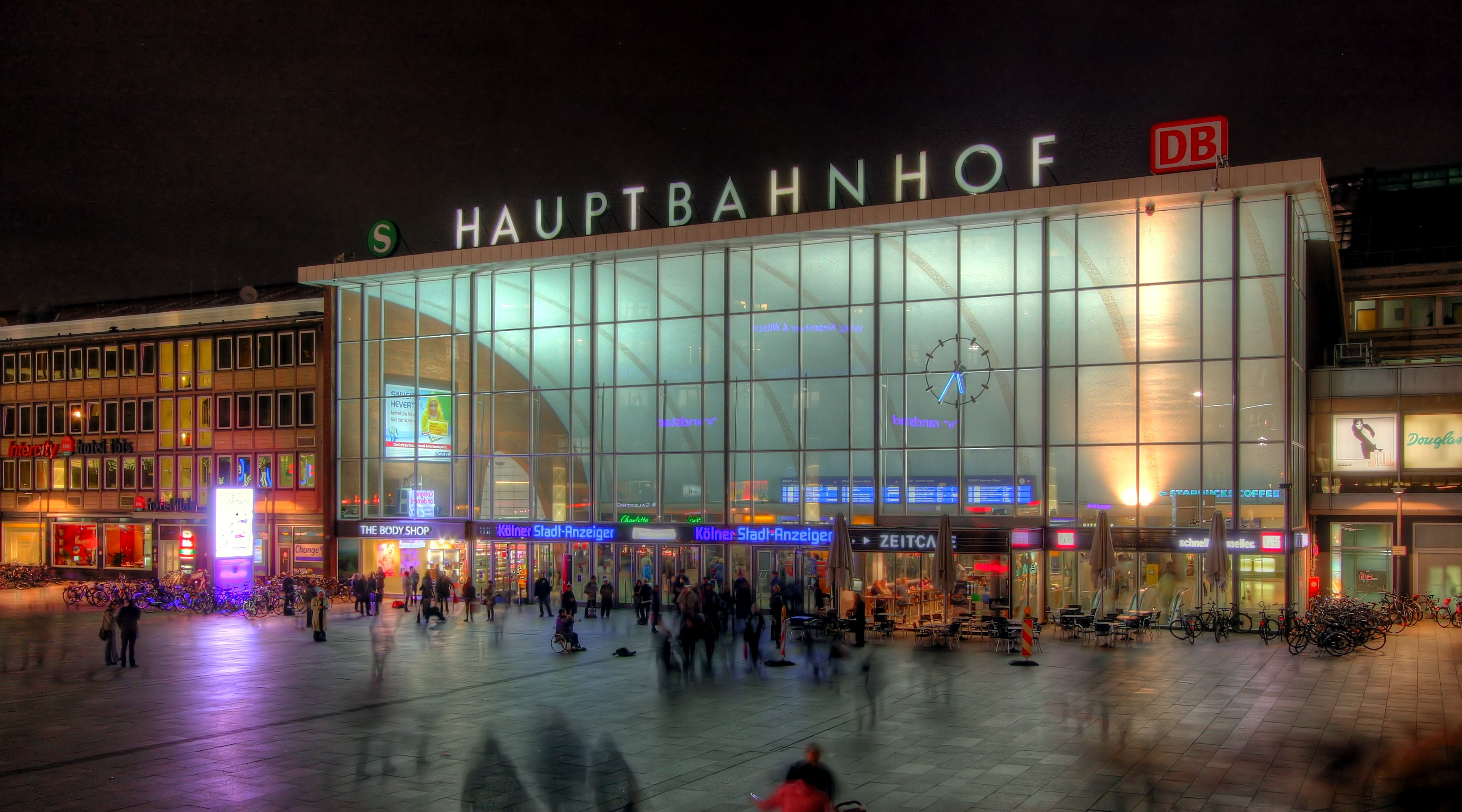
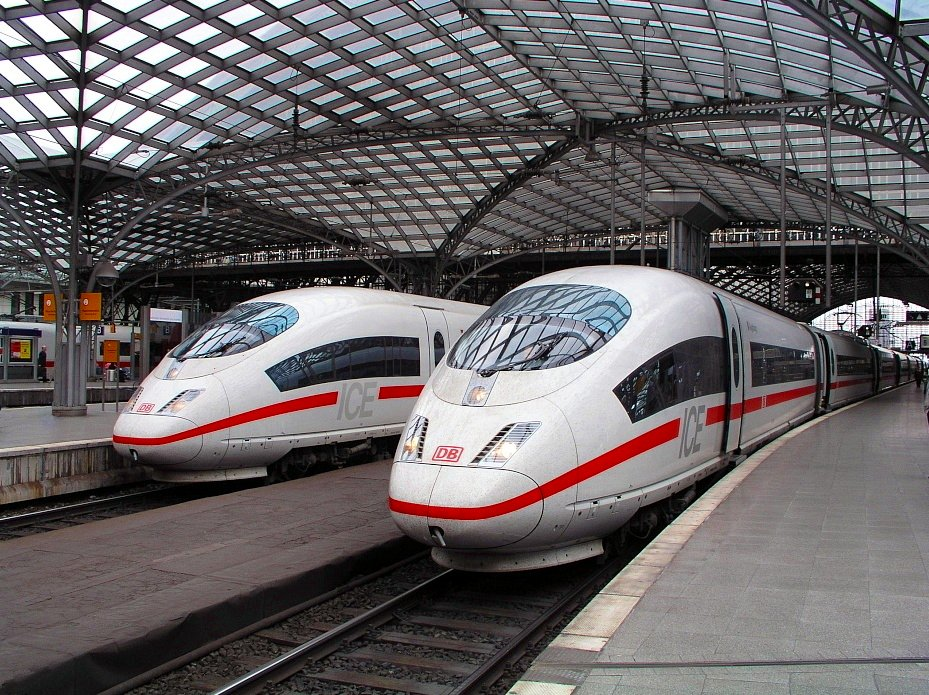
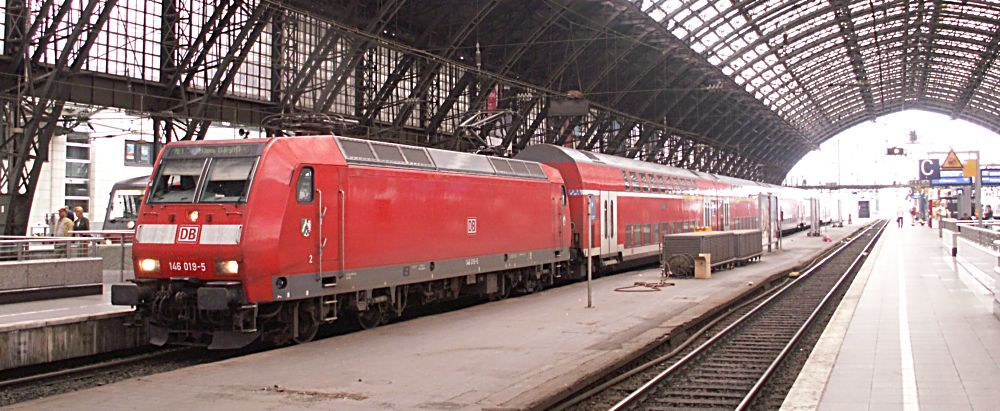
راین-اکسپرس
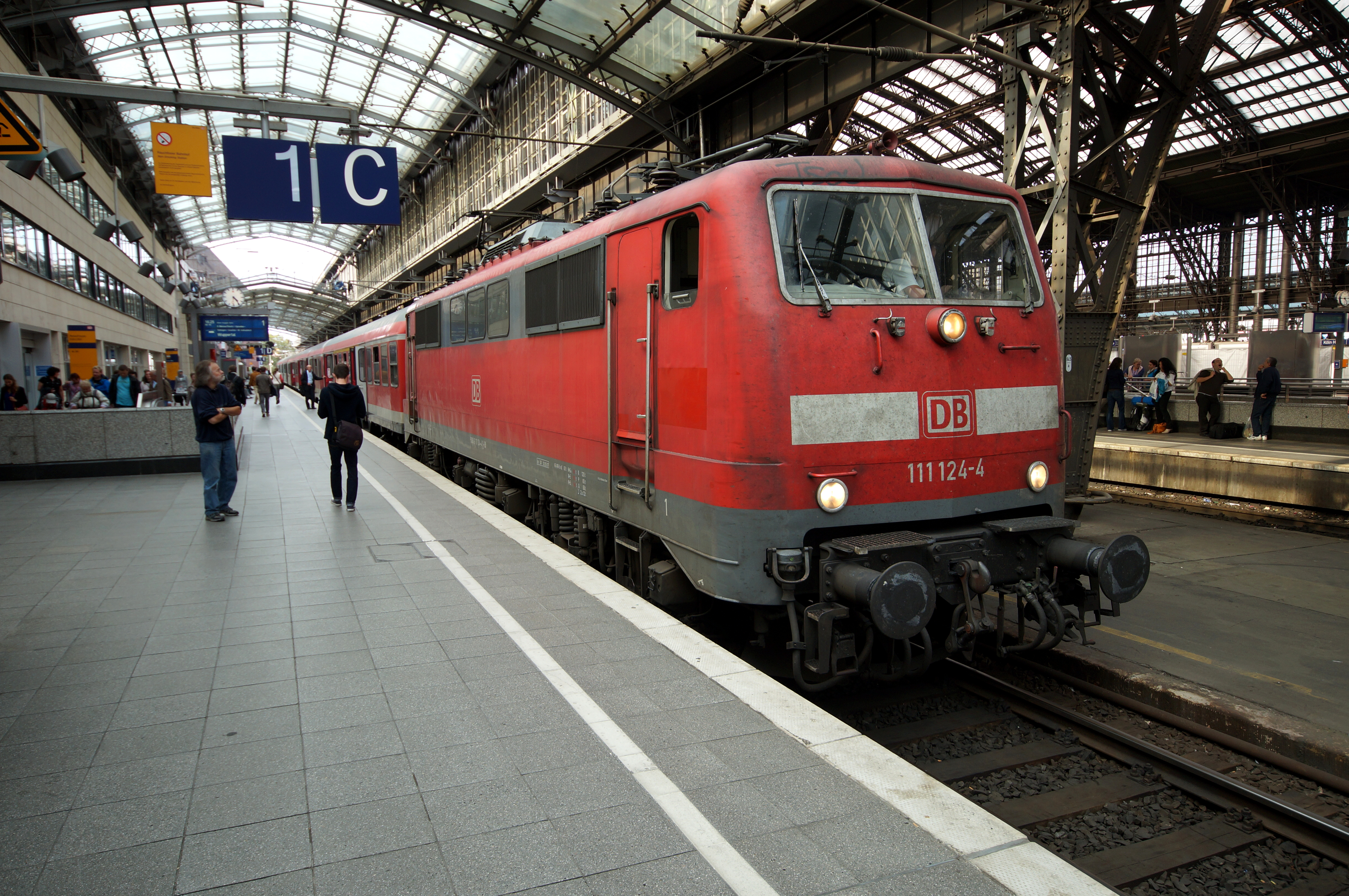
راین-ووپر-بان